# بحيرة نيوس
بحيرة نيوس (Lake Nyos) هي بحيرة بركانية تقع في منطقة شمال الغرب في الكاميرون، وذلك على بعد حوالي 315 شمالي غرب العاصمة ياوندي. نيوس عبارة عن بحيرة عميقة ومرتفعة عن سطح البحر، وتقع على فوهة بركان خامل في سهل أوكو Oku وذلم على امتداد خط الكاميرون البركاني.
رغم عدم نشاط البركان، إلا أن جيباً من الصهارة (الماغما) يقع في أسفل البحيرة، وهو مسؤول عن حدوث تسريبات من غاز ثنائي أكسيد الكربون (CO2) من فترة لأخرى. تعد بحيرة نيوس أحد ثلاث بحيرات في العالم، وذلك بالإضافة إلى بحيرة مونون في الكاميرون أيضاً وبحيرة كيفو في جمهورية الكونغو الديمقراطية، والتي قد يحدث فيها ثوران بحيري Limnic eruption، بحيث تصبح مياه البحيرة مشبعة بغاز CO2. إن حدوث الثوران البحيري يؤدي إلى انبعاث كميات كبيرة من غاز ثنائي أكسيد الكربون، والتي قد يصاحبها وقوع حوادث، كما حصل سنة 1986. في ذلك الحادث، وعلى الأغلب نتيجة لانزلاقات أرضية، فإن البحيرة فجأة أصدرت غمامة كبيرة من CO2، أدت إلى حدوث حالات اختناق لحوالي 1700 شخص، وحوالي 3500 رأس من المواشي في البلدات والقرى المجاورة. يعد ذلك الحادث الأول من نوعه على هذا الصعيد من حيث عدد القتلى.
للحد من تكرار أمثال هذه الحوادث مستقبلاً جرى سنة 2001 تركيب أنابيب من أجل تصريف الغاز، والتي تقوم بسحب المياه المشبعة بالغاز من الأسفل وجلبها إلى الأعلى كي ينطلق الغاز بشكل تدريجي وبكميات آمنة إلى الجو. وفي سنة 2011 جرى تركيب أنبوبين إضافيين لذلك الغرض.